# Granota híbrida de Graf
La granota híbrida de Graf (Pelophylax kl. grafi) és un amfibi anur de la família Ranidae. No té la categoria nomenclatural d'espècie com a tal, sinó que es tracta d'una kleptoespecie, pel seu complex origen hibridogènetic.
És molt similar a la granota verda pel que fa a coloració i aspecte, encara que lleugerament més gran. El seu comportament i hàbitat també coincideixen amb els de la granota verda, igual que la seva àrea de distribució, obligada per les seves necessitats reproductives.

## Hàbitat
És una espècie endèmica franc-ibèrica, la distribució se superposa a la de granota comuna, ja que la necessita per reproduir-se. Es troba al nord-est de la península Ibèrica -Catalunya, Aragó, la Rioja, Navarra i País Basc- i sud de França, al sud de la vall del Roine.
Com la granota comuna, està molt lligada a les masses d'aigua més o menys permanents, on es reprodueix, podent ser trobada en basses, rierols, canals de reg, etc. També es troba en hàbitats terrestres com boscos, muntanya baixa, zones de cultiu i aiguamolls costaneres.
Les seves poblacions es troben en greu regressió a causa de la competència amb la granota europea comuna (Pelophylax ridibundus) que ha estat introduïda en la seva àrea de distribució. En els últims deu anys ha baixat un 30%, per la qual cosa està pròxima a ser catalogada com a «vulnerable». D'altra banda, les poblacions més meridionals es troben en expansió a través de les conques dels rius Ebre i Llobregat. A la zona navarresa de la vall de l'Ebre s'han localitzat poblacions en els afluents del marge dret, el que suggereix que la seva expansió contínua cap al Sur.